# 比治山
比治山（ひじやま）は、広島県広島市南区に位置する標高71.1mの小高い丘である。この項目では比治山を中心とした公園、およびその周辺に位置する「比治山」を町名に冠する地区についても併せて述べる。

## 概要
名前の由来
比治山の名前の由来は諸説あり、比治某という人物が住んでいたためとも、山の姿が肘を横にした形に似ているためとも、言われている。
また虎が伏せている様に見て「臥虎山」（がこさん）とも呼ばれていた。
地理
太田川水系支流の猿猴川と京橋川に挟まれた土地に位置し、その2つの川の分岐点の南にある。住居表示は、比治山全体が比治山公園、山と京橋川に挟まれた北側が比治山町で南側が比治山本町となる。
比治山公園は、市中心部における市民の憩いの場の一つである。市内有数の桜の花見のスポットとして開花時期には多くの人で賑わい、ぼんぼりが飾られ夜桜を見ることもできる。
江戸時代から戦後までの比治村あるいは比治山地区の地区分割上における範囲は、比治山の北東から真東の範囲で現在の南段原/段原中/段原山崎/上東雲/東雲町1から3丁目/東雲本町1から3丁目/段原新町の一部であり（右地図参照）、現在の比治山町および比治山公園は段原地区で比治山本町は皆実地区に含まれていた。
住居表示
- 比治山町
- 比治山本町
- 比治山公園

隣接地区
- 北側：南区稲荷町、金屋町、段原。
- 南側：南区皆実町、出汐。
- 西側：京橋川を挟んで 中区東平塚町、鶴見町。
- 東側：南区段原、霞。

## 歴史

### 近代まで
縄文時代草創期、比治山自体は孤島であったが、縄文晩期になると太田川が上流から運んだ土砂が堆積し周辺を遠浅の海あるいは干潟を形成した。比治山にはこの頃から人類が住んでいた。古代、比治山の北にある二葉山の麓まで海で、菅原道真は大宰府に左遷される際に休憩のため二葉山に船で寄せている。
中世、1400年代には太田川下流域の三角州の頂部付近（現在の白島）が発達し、1500年代後半には現在の平和大通り付近まで陸地が形成されていることから、ここが本州と完全に陸続きになったのはこの頃である。
戦国時代、毛利元就がこの地を支配したことが転機となる。元就は拠点をこの地に移すことを考え始め、一説には比治山が候補地となっていたとされている。
広島城築城以降、この地は発達した。比治山の北側には西国街道が通り商業地として発達し、比治山の東側の猿猴川沿いに「比治村」ができる。また山の南側は宝暦3年（1753年）の干拓により土地形成され明治以降も続いた。
比治山自体は、江戸時代は藩有林で明治末期まで国有林であった。

### 近代以降
1872年（明治5年）に、旧日本陸軍が陸軍墓地の整備を決定。1898年（明治31年）、比治山は江波山とともに公園として整備することが許可され、そのころから比治山公園と呼ばれるようになった。1908年（明治41年）から広島市が公園として整備しだした。戦前から市内有数の桜の名所であった。また、当時はツツジの名所でもあった。1909年（明治42年）に御便殿が移設。陸軍墓地と御便殿は2大名所となった。
戦前には船舶砲兵団司令部（陸軍船舶兵）や電信第2連隊が駐屯していた。
1921年（大正9年）8月8日、陸軍第5倉庫で火災が発生、無数の小銃弾が飛散する事故となった。死者7人、重軽傷者21人。
1945年（昭和20年）8月6日、広島市への原子爆弾投下により被爆。ここは爆心地から約1.8キロメートル離れたところに位置した。爆心地側である西側は壊滅したものの、東側は逆に比治山が爆風を遮ったことから影響が少なく火災も広がらなかった等、比治山によって対照的な被災状況となった。被爆当日は多聞院が臨時の広島県庁として機能した。市内中心部の被爆者はここに多数逃げ込んでいる。
戦後も比治山は引き続き公園として整備された。1949年（昭和24年）原爆傷害調査委員会（ABCC）が開所している。
なお、戦前から1986年（昭和61年）まで東側に宇品線が通り、戦後1966年（昭和41年）から南側に新広島バイパス（国道2号）が通っている。
1980年（昭和55年）、広島市が政令指定都市になったことを記念して「芸術公園」として整備が決定し、公園内にモニュメントが置かれた。あわせて博物館建設構想が上がり、広島市現代美術館や比治山公園青空図書館（現・広島市立まんが図書館）が建設された。
1990年代には、山を貫通する比治山トンネルが整備され、広島市中心部と段原地区とのアクセスが改善された。

## 比治山公園
地理
比治山は、比治山トンネル付近で南北に二分される。南側に頂上がある。頂部は比較的平坦に整地されているがその周りは急斜面になっている。周辺の土地開発により、元の山形は留めていない。
地質
太田川下流域の特徴である、広島花崗岩類とそれが風化して堆積した「マサ土」で形成されている。ここの花崗岩は、毛利輝元による広島城築上の際に石垣として採用されている。
生態系
市中心部では黄金山とともに自然豊かな場所である。
中世から渡り鳥の休憩地として著名で、江戸時代にはソデグロヅルが飛来していた。現在鶴見橋がある付近に広島藩による鶴の飼育場が設けられていて、これが鶴見橋の名前の由来となっている。現在は鶴は見られないが、マミチャジナイやキビタキの渡り鳥が確認されている。
また江戸時代ここは藩有林で伐開や狩猟禁止であったことから多くの生物が存在し、ハヤブサやイノシシなどが生息していた。当時領内でイノシシ被害にあった記録が残っている。
上記の通り、市内有数の桜の名所であり、1300本の桜が咲く季節には平和記念公園などとともに花見のスポットとして多くの人でにぎわう。

### アクセス

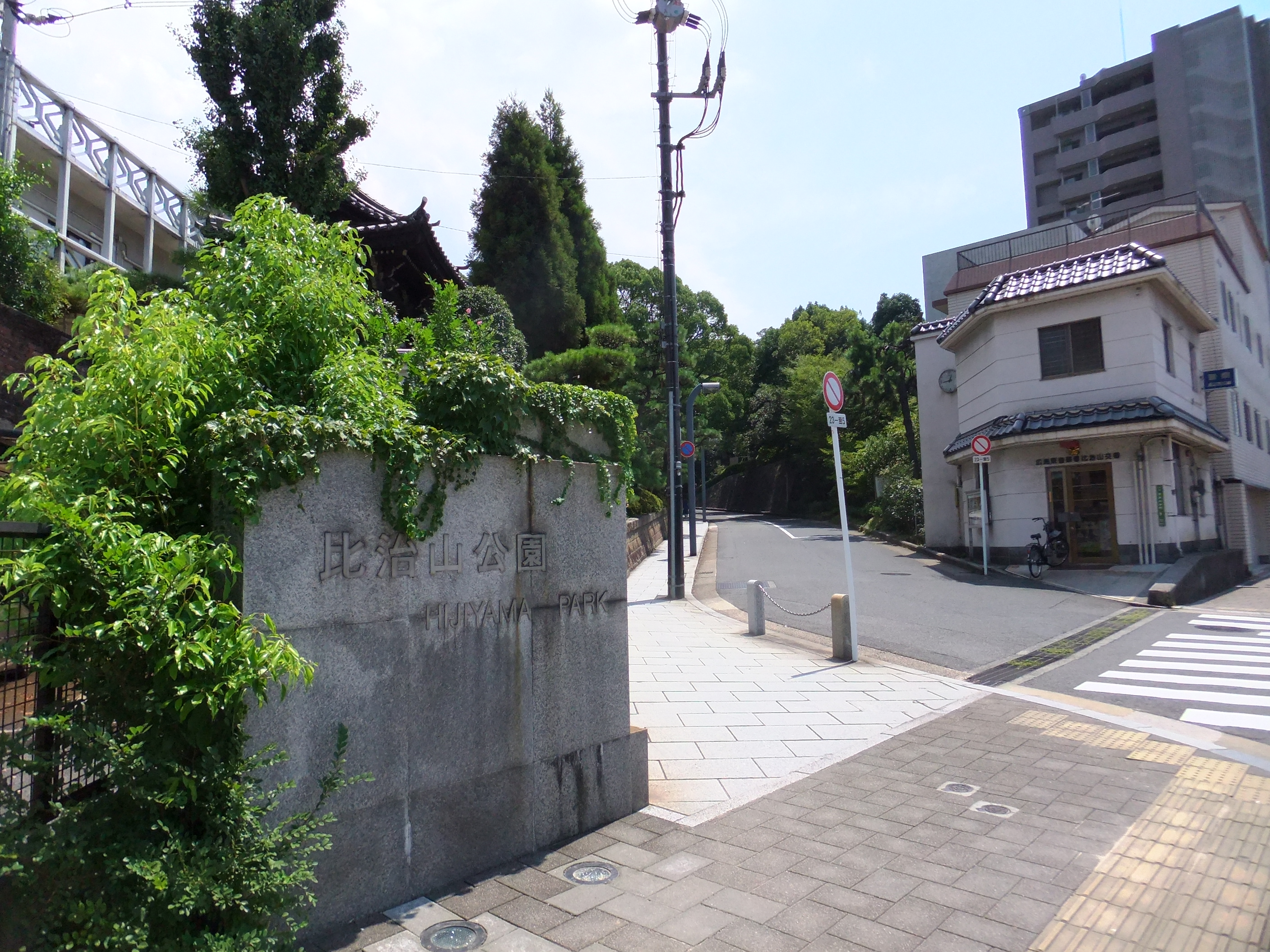
比治山下電停近くの入口。
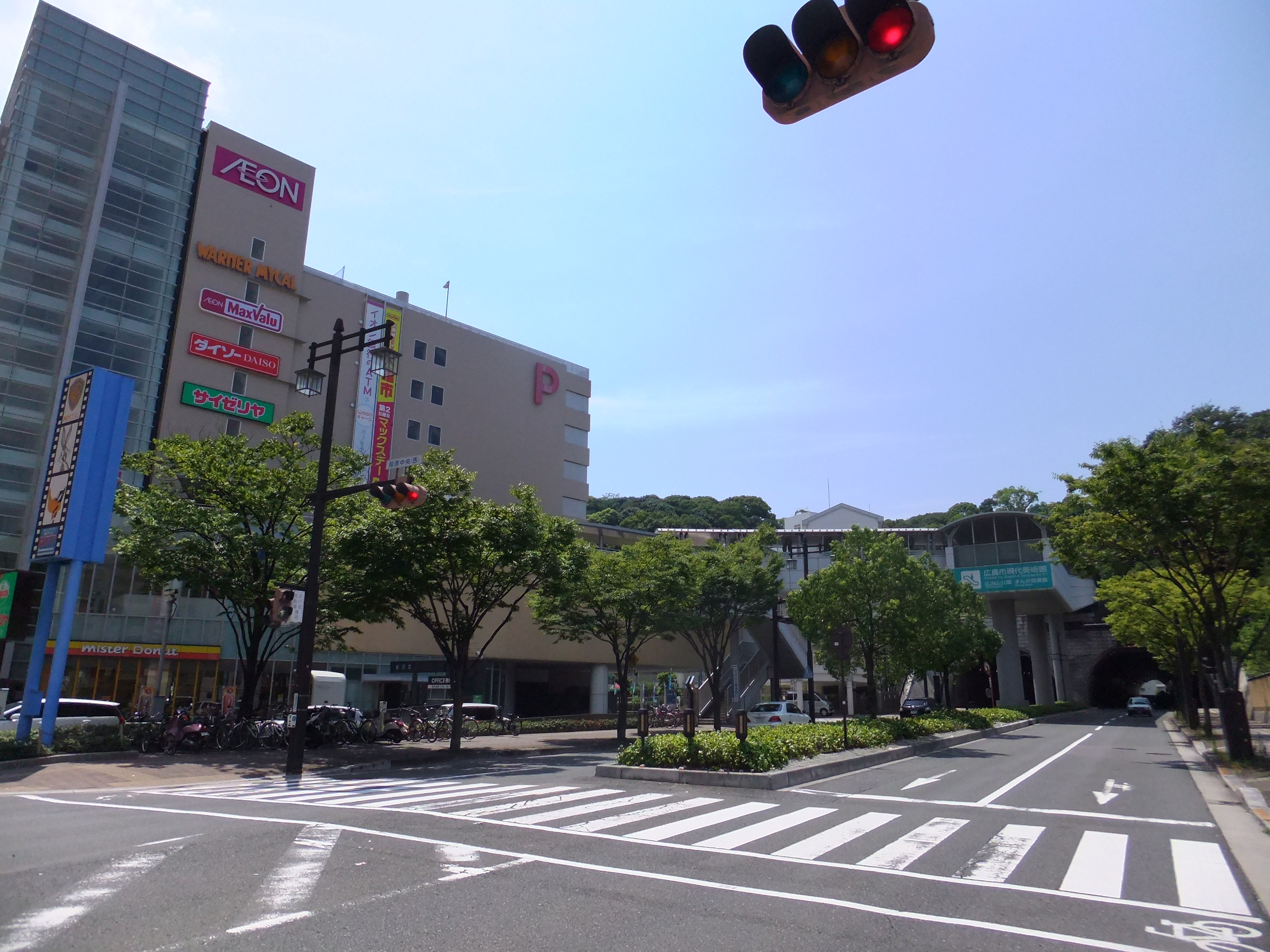
比治山スカイウォーク

山へのアクセスは、旧来からある5号線比治山下電停近くの入口と、1990年代に整備された比治山スカイウォークが一般的なアクセスになる。
比治山内には駐車場120台（比治山への車の乗り入れは夜23時-翌5時まで禁止）整備されている。山のふもとの広島イースト（旧・広島サティ）3階から、比治山スカイウォークの動く歩道とエスカレーターで山頂まで行くことができる。広島イーストの駐車場も利用する事が出来る。

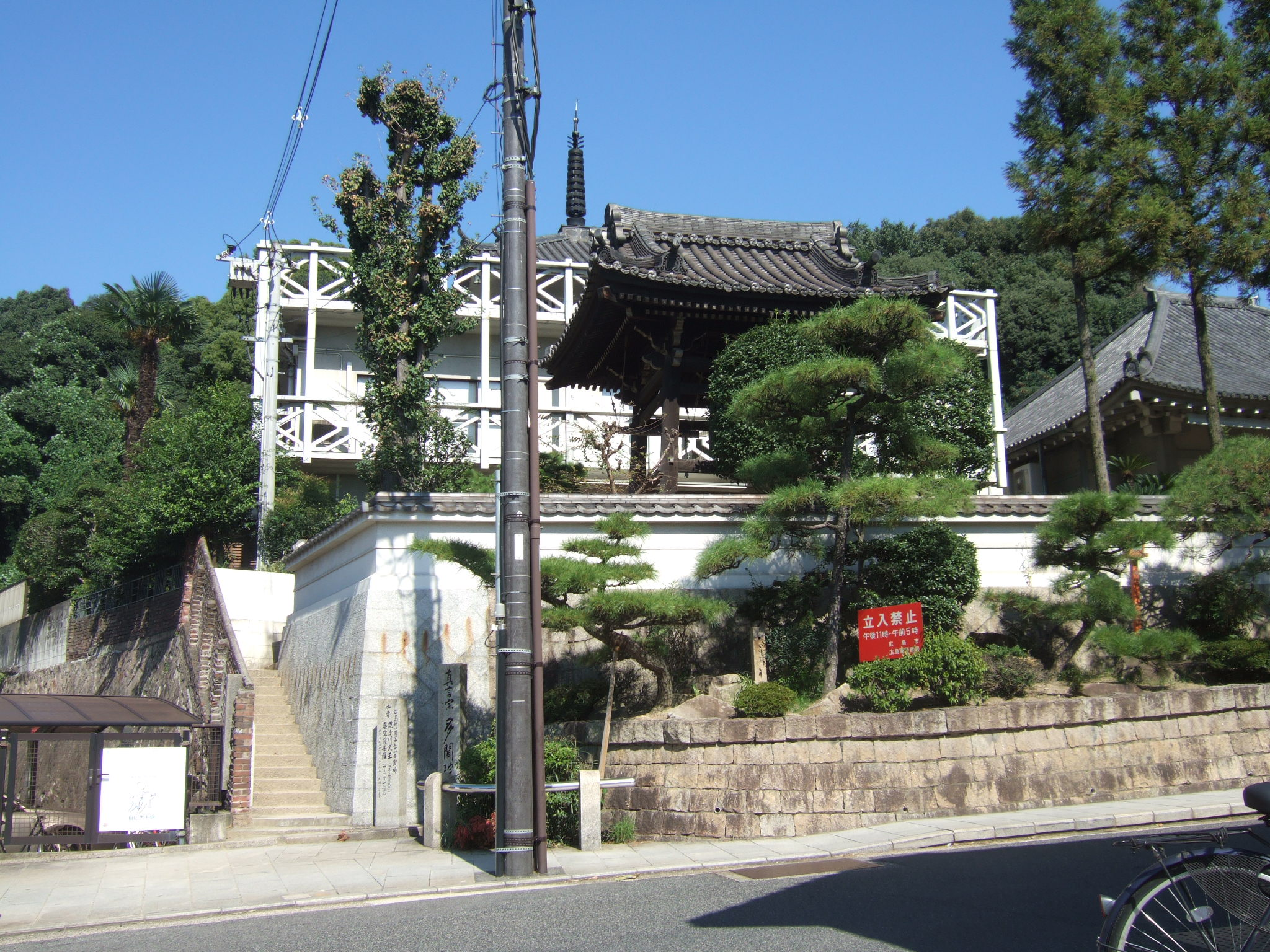
JR広島駅から広島電鉄（市内電車）5号線比治山下経由広島港行き約10分、「比治山下」電停下車、徒歩10分
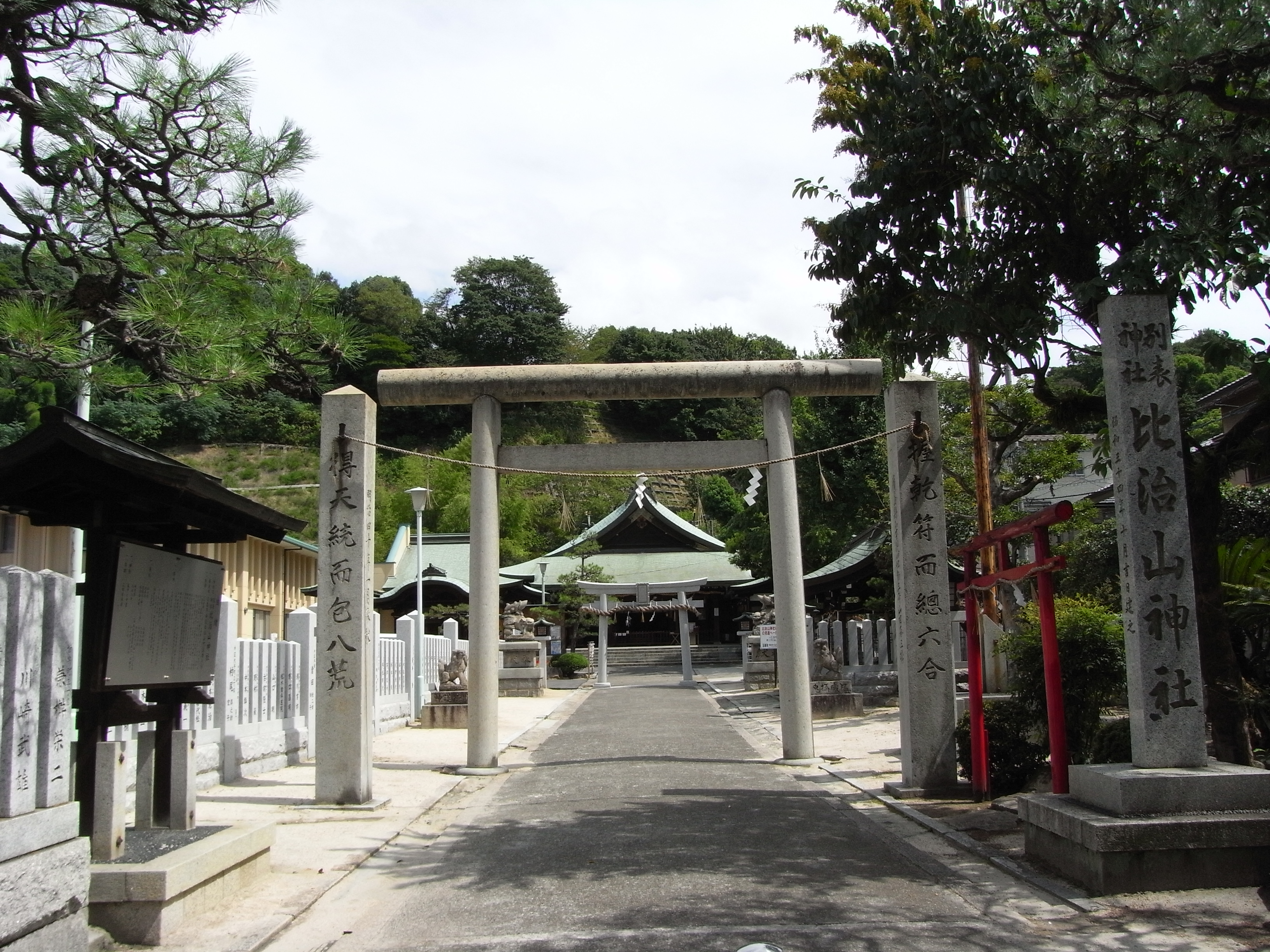
比治山神社（比治山町）
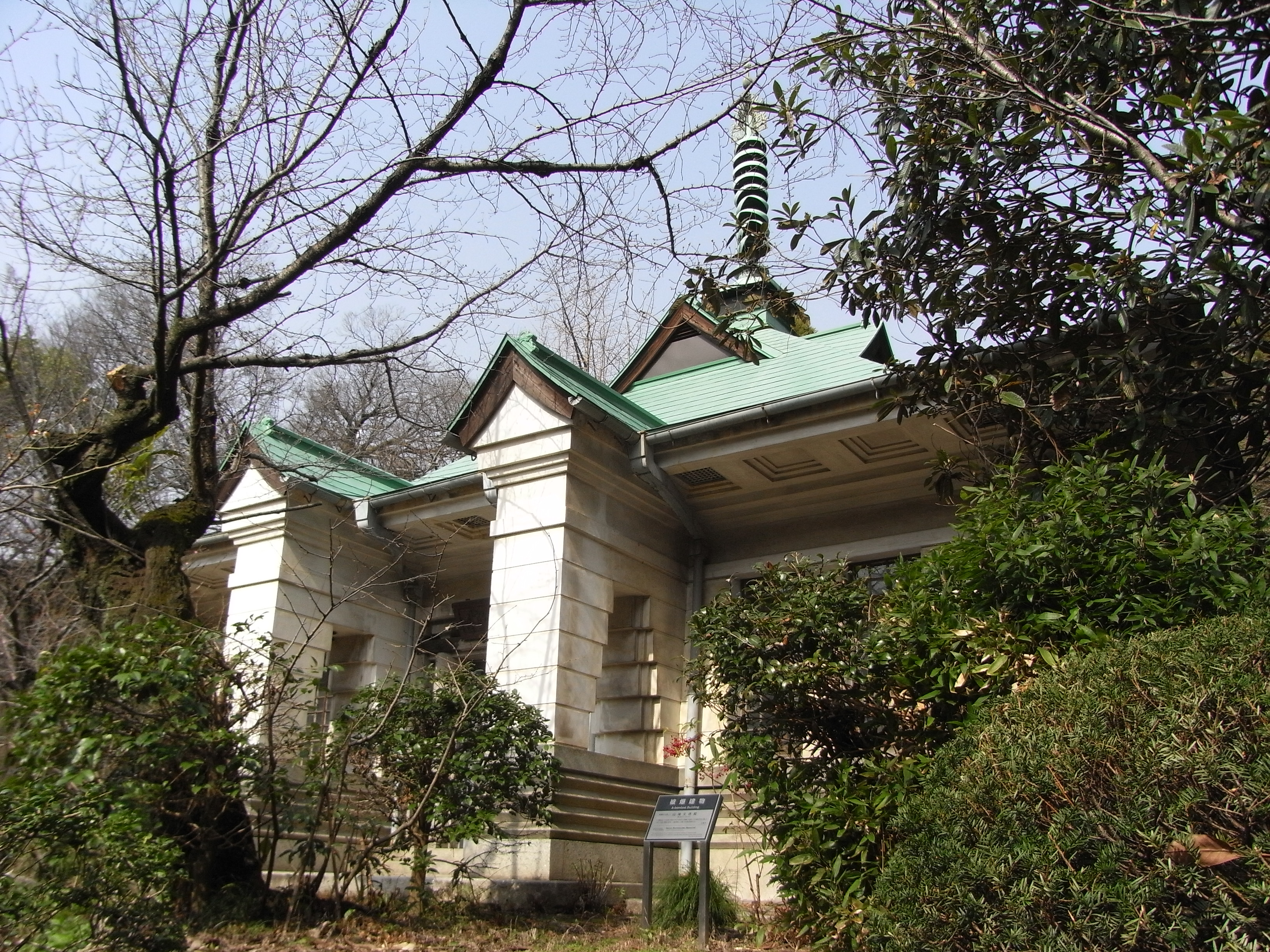
山陽文徳殿（比治山町）

- JR広島駅からバス約10分、「段原中央」下車、スカイウォーク経由徒歩10分

### 施設

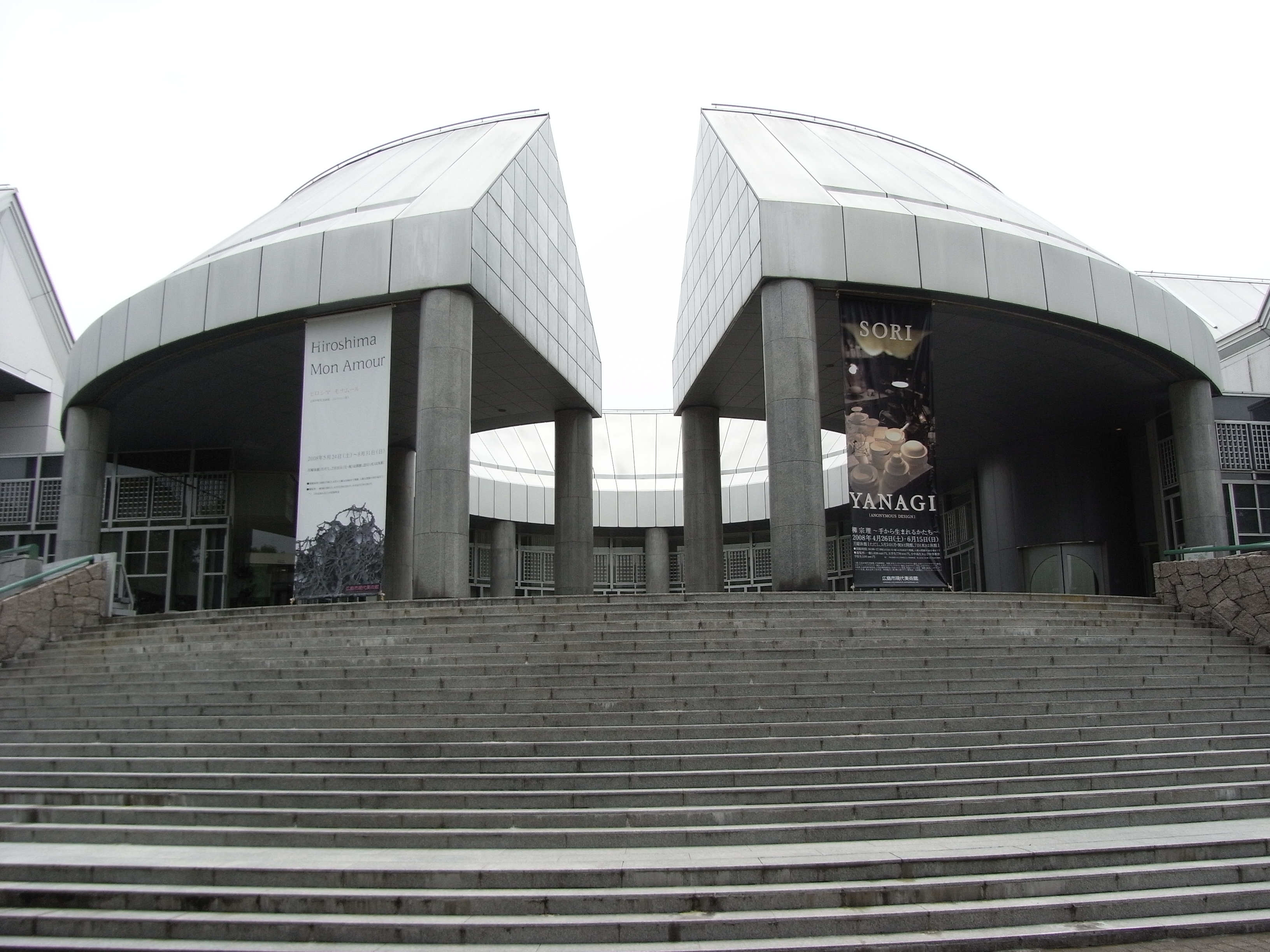
広島市現代美術館
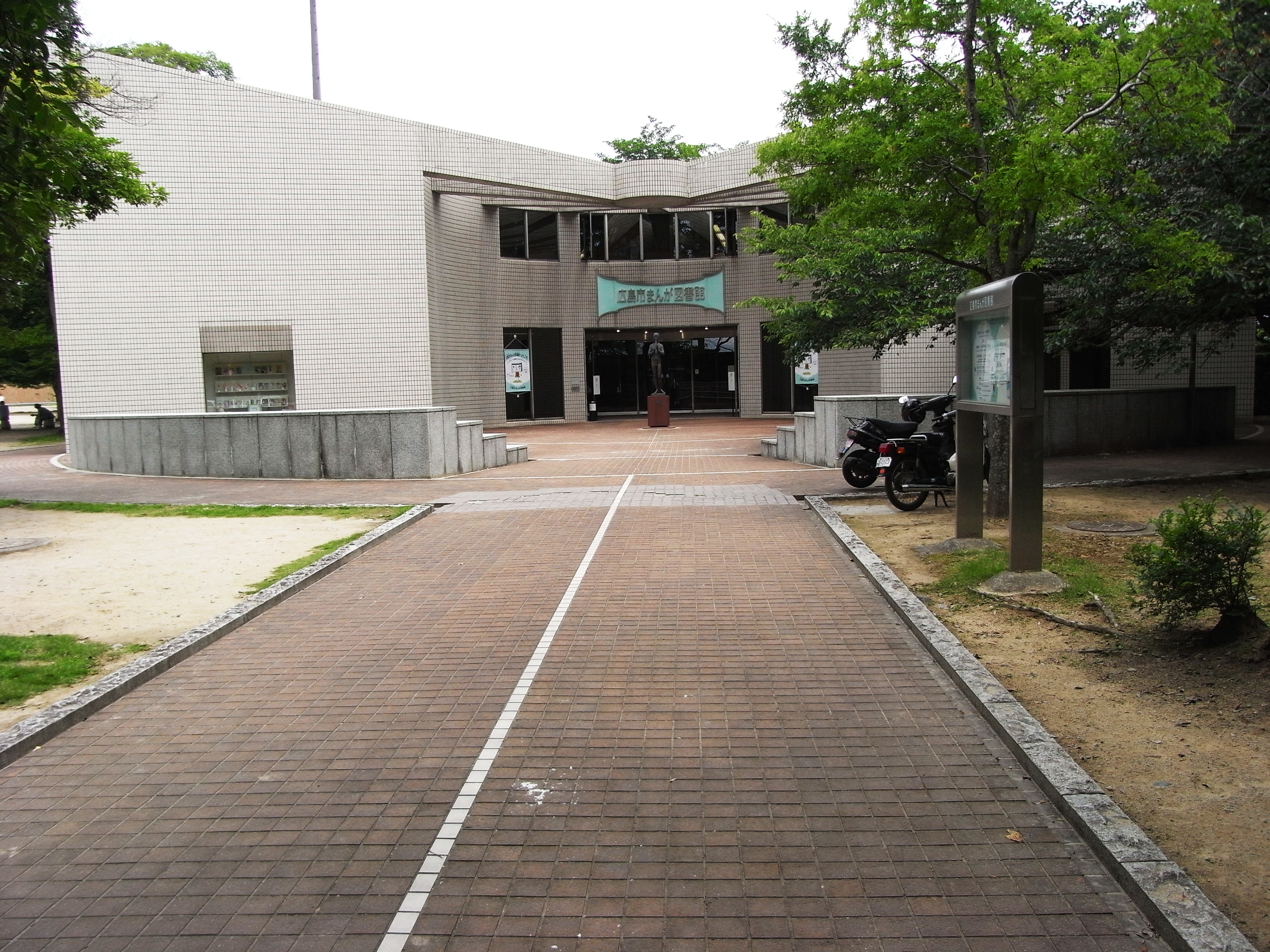
広島市まんが図書館
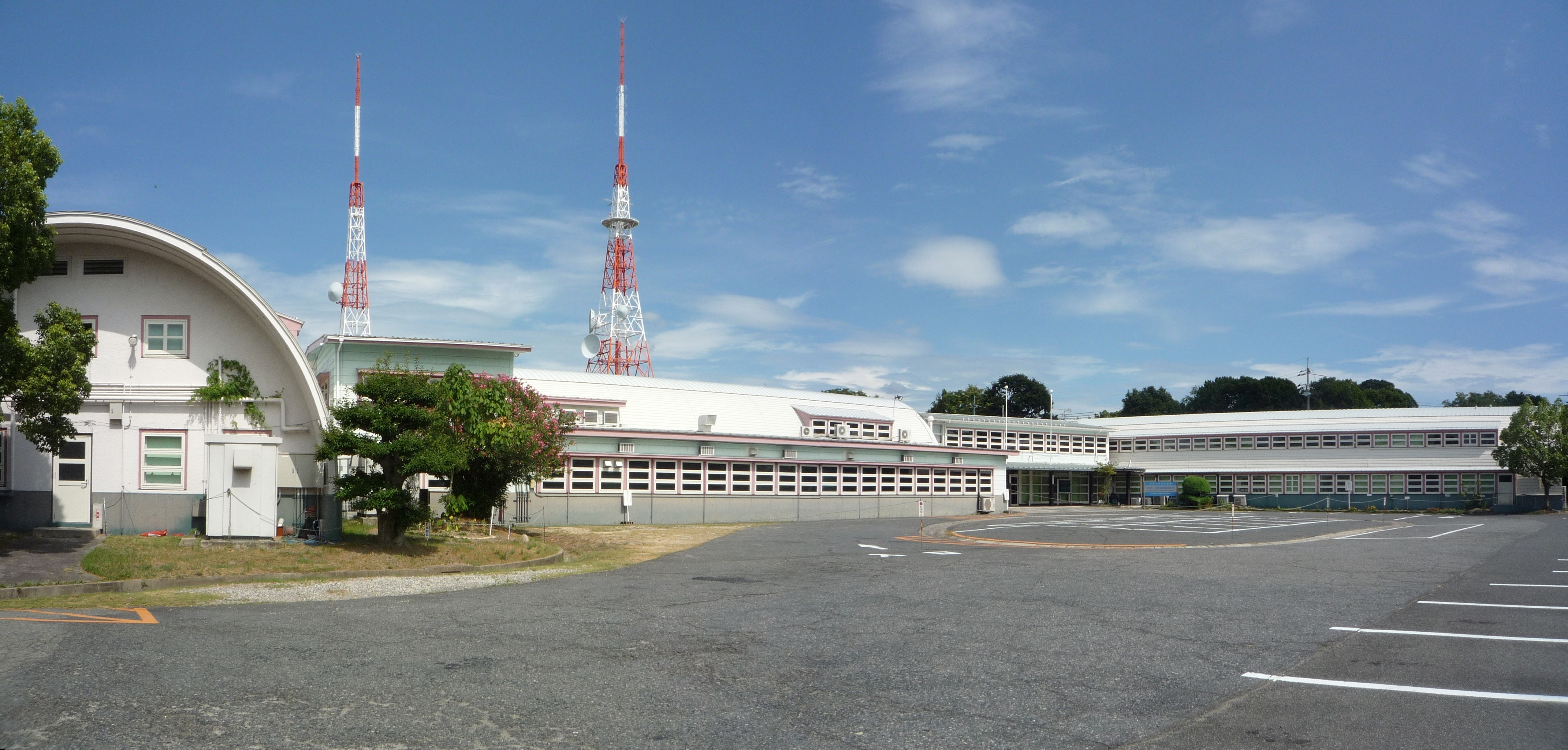
放射線影響研究所 (旧ABCC)
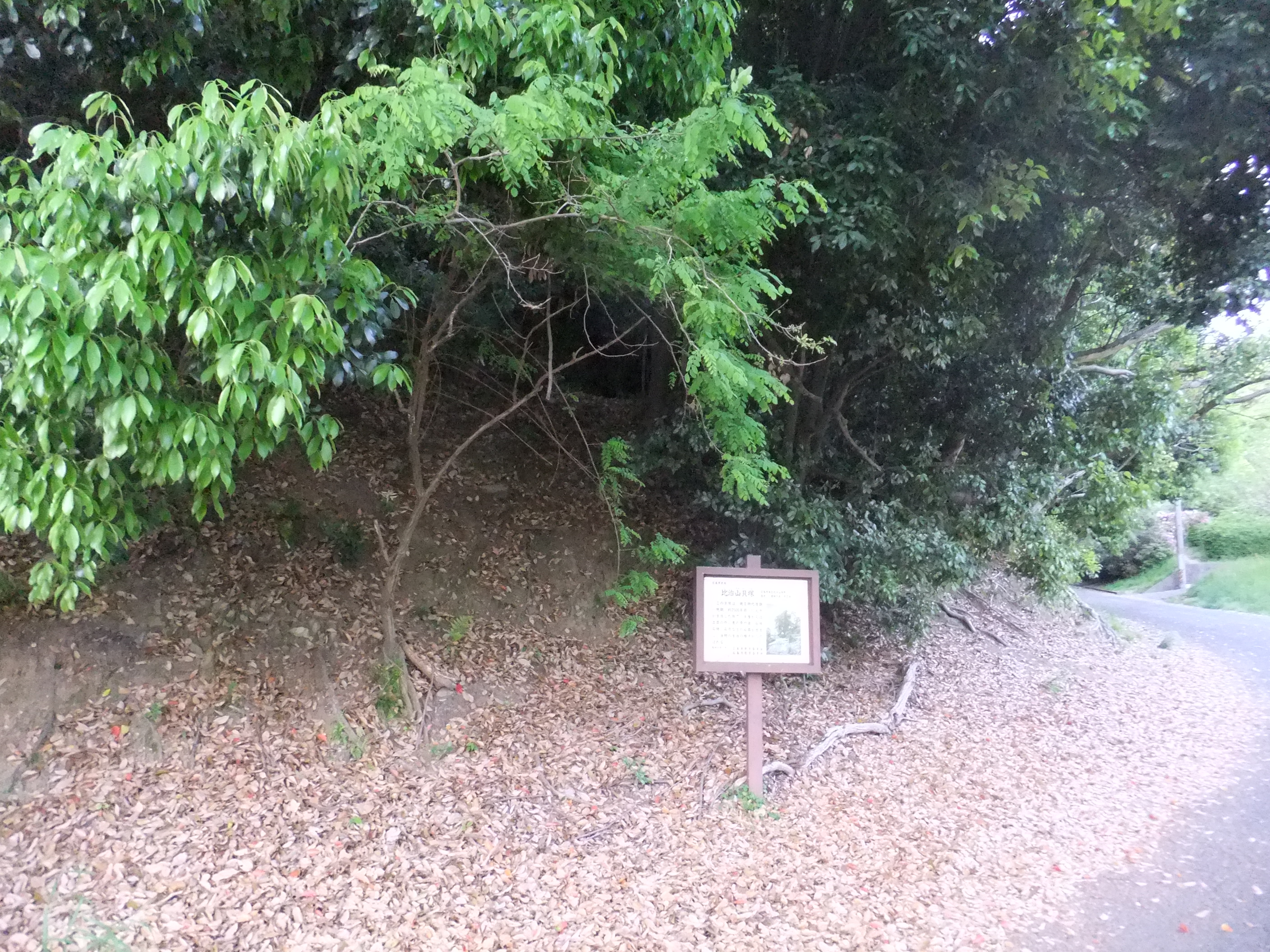
比治山貝塚
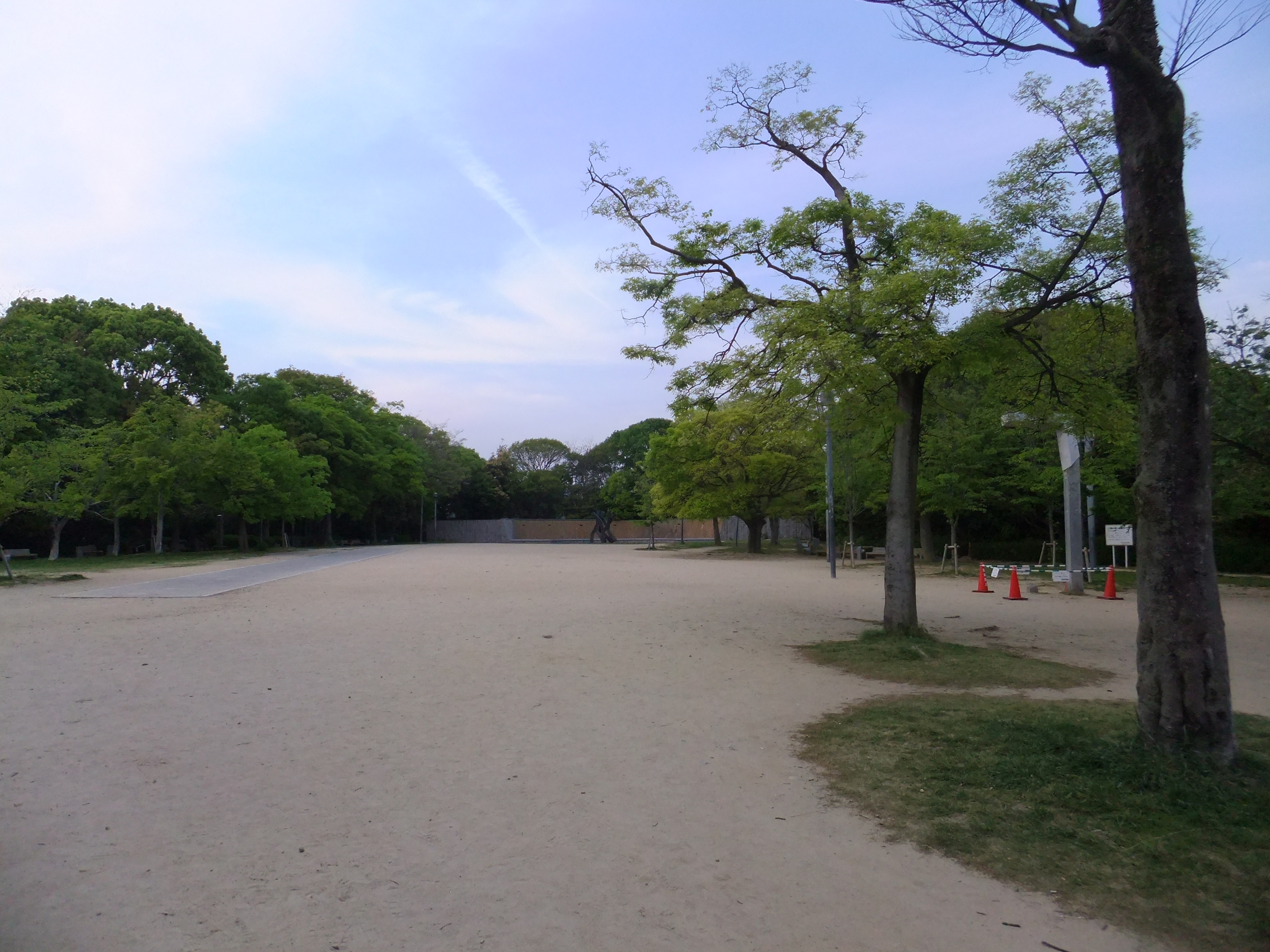
御便殿跡広場
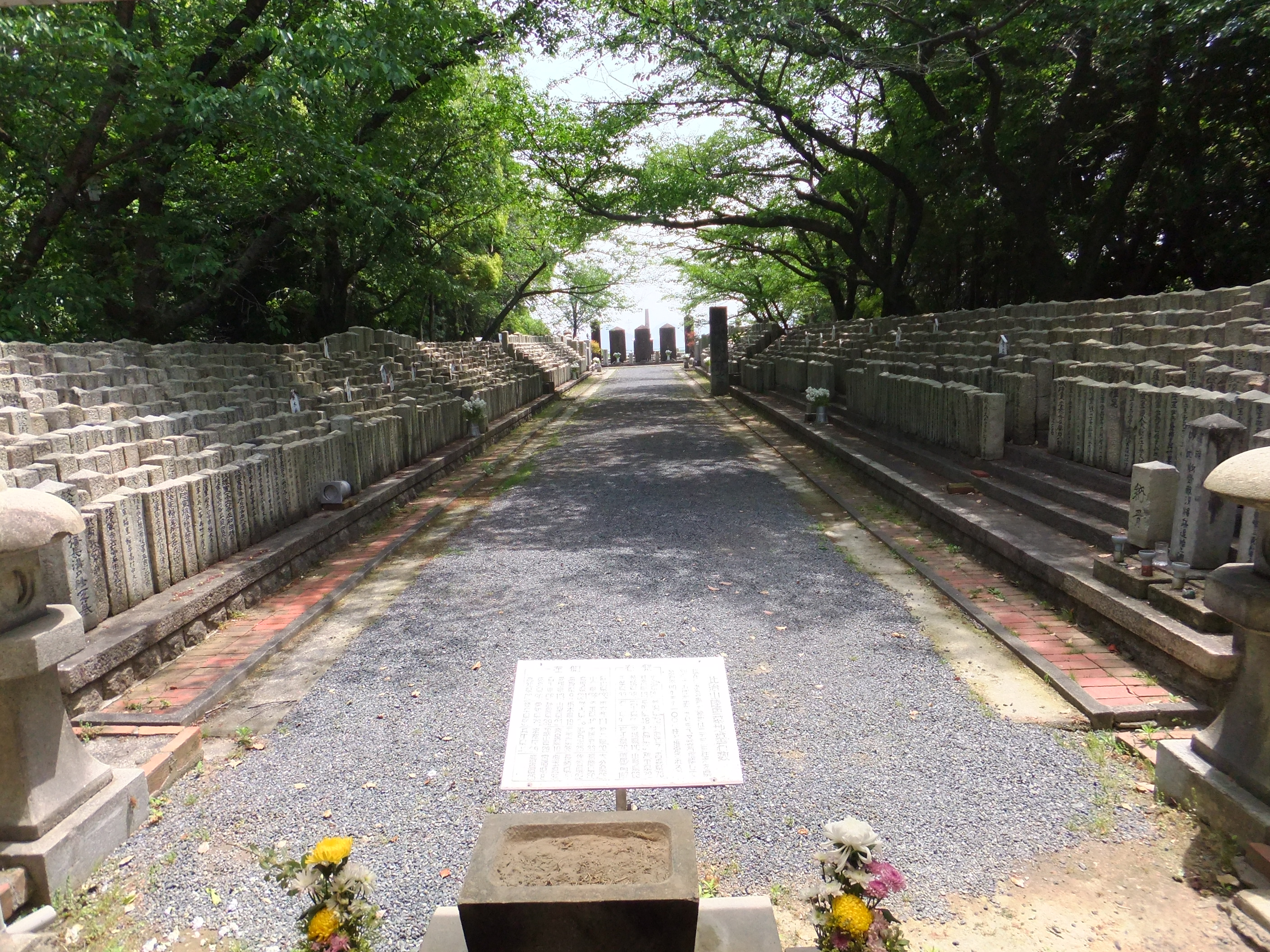
比治山陸軍墓地

その他
- NHK比治山テレビ放送所 - アナログテレビの広島親局送信所の一つ。1950年、NHK広島放送局の「比治山テレビ放送所」として開所した。当時は流川にあった本局で映像を編集後、タクシーでここまで持ち込んで放送という形が取られており、17人の常勤技術者が滞在していた。1971年より無人化[25]。地上デジタルテレビの送信所は設置されず、現在はNHK-FMのみ比治山から送信している。
- 加藤友三郎および早速整爾銅像台座 - 太平洋戦争前に建てられたが金属類回収令により現在は台座部分のみ残っている。
- 正岡子規句碑「鶯の 口のさきなり 三萬戸」 - 日清戦争時に従軍記者として広島に訪れた際に幾つか詠んだ句の一つであり、句集「寒山落木」の中の一句が刻まれた石碑がある[3]。
- 原爆被災説明板 - 比治山から被爆後の市内を撮影した写真とともに被災状況を説明している[26]。
- 雲霓橋 - 1929年（昭和4年）、広島市主催の「昭和産業博覧会」が開催された際にかけられた橋。元々は吊り橋だった[27]。
- 展望台・トイレ・自動販売機

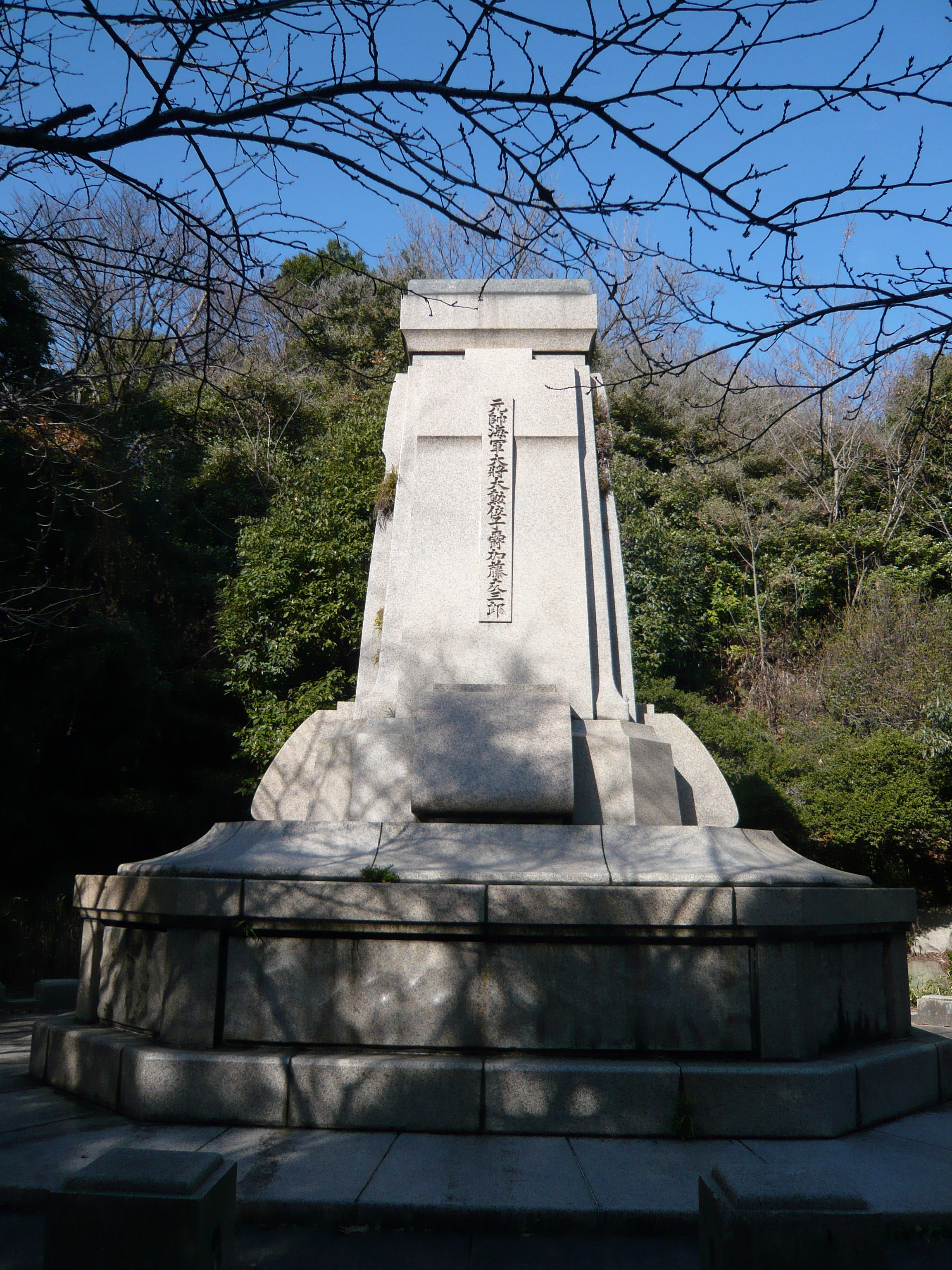
加藤友三郎銅像台座
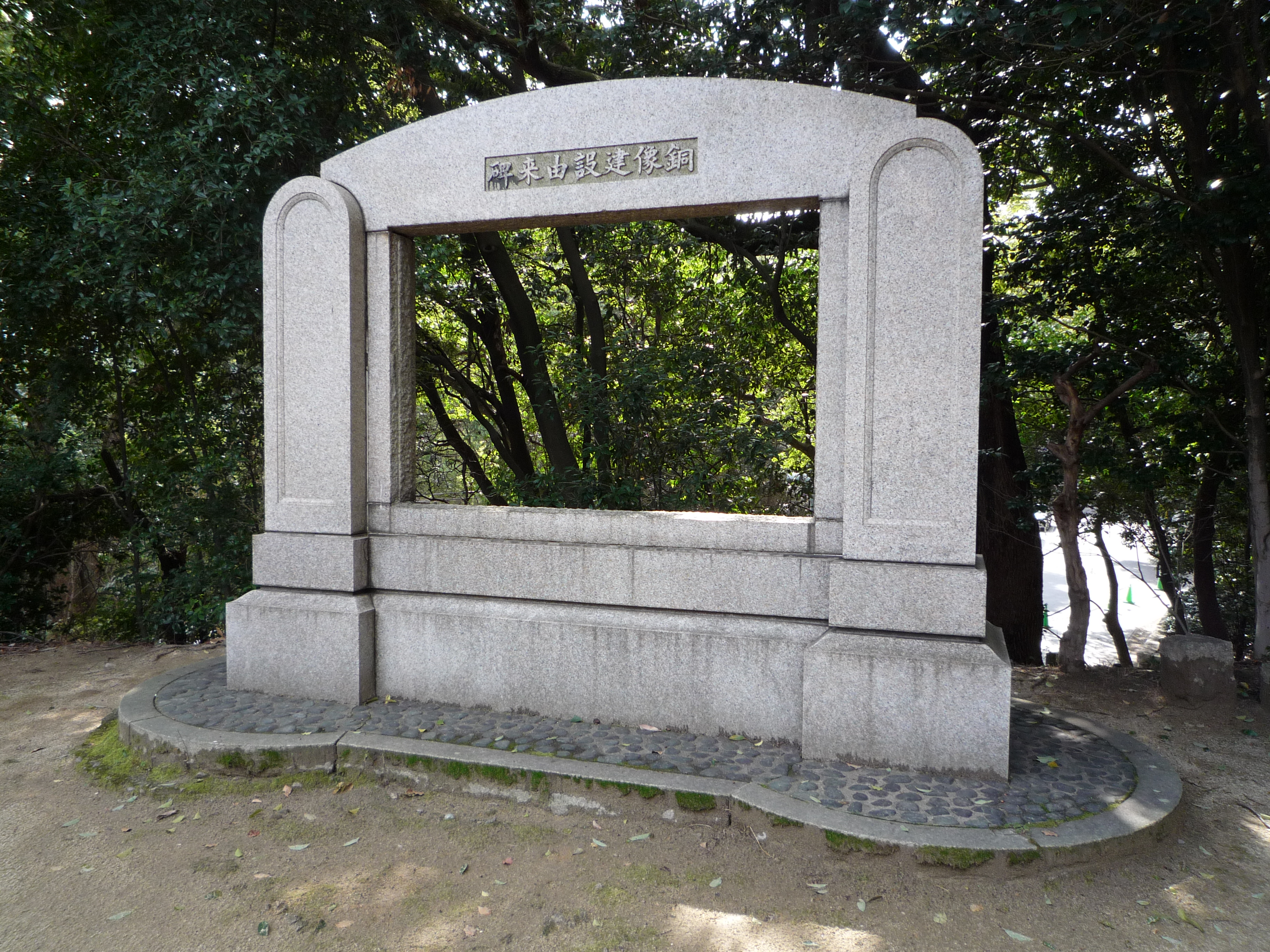
加藤友三郎銅像建設由来碑。碑文の部分が抜かれている。
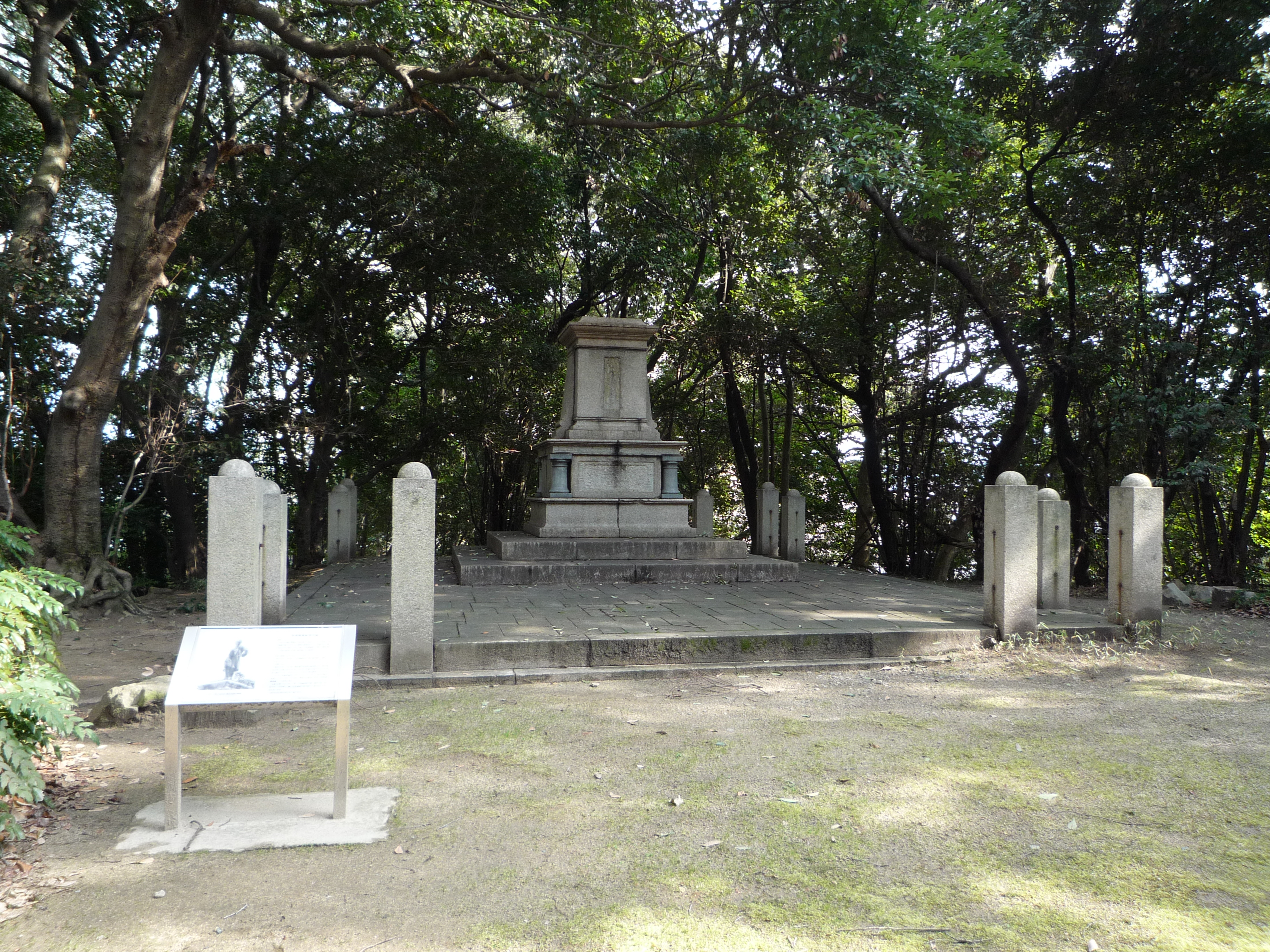
早速整爾銅像台座

## 比治山町/比治山本町
上記の通り、元々は比治山町が段原地区で比治山本町が皆実地区であったが戦後の住居表示変更により現在のものに改められた。

### 施設
- 多聞院（比治山町）
- 比治山神社（比治山町）
- 山陽文徳殿（比治山町）

#### 公共施設
- 広島県立広島産業会館（比治山本町）
  - 広島産業文化センター
  - 広島市立南区図書館
- 広島県庁西部建設事務所建設業課（比治山本町）
- 比治山下公園（比治山本町）
- 比治山本町郵便局（比治山本町）

#### 教育機関
- 比治山幼稚園（比治山本町）
- 比治山小学校は地区内には所在しない（上東雲町に所在）。

#### かつて所在していた施設
- 広島県師範学校（現・比治山本町） - 1911年から1941年まで、現在の広電皆実線の東側で比治山本町南西部（ただしこの当時は皆実町1丁目の町域内）から皆実町1丁目の北部に至るまでの区域を校地としていた。1941年に東雲町に移転し、跡地は1945年春に開校した広島県立医学専門学校の校地に転用されたが、原爆により全壊したため校地としては廃止された。跡地には南区図書館などが立地しているが、国道2号線など戦後新たに道路が敷設されたため、校地の跡は分かりにくくなっている。
- 陸軍電信第二連隊（現・比治山本町） - 1922年の創設以来、比治山の南麓から皆実町1丁目の北部（現在の進徳女子高等学校校地）に至るまでの区域に駐屯していたが、敗戦により廃止された。跡地には食品工業試験所・産業文化センター・産業会館などが立地している。上記と同様、国道2号線が横断しているため跡地は分かりにくくなっている。
- 御便殿（現・比治山公園） - 日清戦争中、広島に滞在していた明治天皇の臨時の行在所として1894年に基町に建築されたものを1909年に比治山公園内に移設した。1945年、原爆により倒壊したのち戦後は長らく礎石の石垣のみが残っていたが、1982年以降撤去され跡地には壁泉が設置された。

## 交通
地区の南側を国道2号（新広島バイパス）が、西寄りに広島県道37号広島三次線および広島電鉄皆実線（比治山線とも）が通る。

### 主要道路
- 国道2号
- 広島県道37号広島三次線
- 広島市道比治山東雲線

付帯施設
- 比治山トンネル
- 鶴見橋
- 比治山橋
- 平野橋

### 鉄道
- 広島電鉄皆実線
  - 比治山下停留場
  - 比治山橋停留場
  - 南区役所前停留場

## 出身・ゆかりのある人物
- 金桝増太郎（家主）[28]
- 川原米次郎（家主）[28]
- 岸田文雄（政治家） - 自民党衆議院議員。外務大臣を経て内閣総理大臣。
- 久保井孝次（呉服商）[28]
- 鈴川貫一（実業家） - 中国配電（現中国電力）社長。
- 武田達道（広寂寺住職）[28]
- 張本勲（プロ野球選手） - 比治山の麓に位置する自宅で被曝[29]。